# Me llaman la presumida
Me llaman la presumida es un sainete lírico en tres actos, el segundo y el tercero sin interrupción, con libreto de Anselmo C. Carreño y Francisco Ramos de Castro, y música de Francisco Alonso, se estrenó con éxito en el Teatro Ideal de Madrid, el 4 de diciembre de 1935. 

## Comentario
En este caso, los libretistas, Anselmo C. Carreño y Francisco Ramos de Castro, trataron de repetir la misma fórmula que en su anterior obra, La del manojo de rosas, trasladando, esta vez, la acción a los barrios bajos, y empleando una galería de tipos interesantes, sin llegar a superar en éxito a su predecesora.
La música es un derroche de lirismo y de buen saber hacer, en ella apreciamos ritmos tradicionales como la habanera o chotis, con el consabido foxtrot, modernizando musicalmente el sainete, sin renunciar a la base lírica, ya que en ella se pueden apreciar las grandes dotes de inspiración que transmite el compositor.
En esta obra repitieron como pareja artística Luis Sagi Vela y María Vallojera, cosechando un gran éxito. De esta obra cabe destacar que se hizo célebre el pasodoble "Una mujer madrileña", el cual se sigue interpretando hoy en día, demostrando una vez más, las innegable maestría de Francisco Alonso en ese campo.

## Argumento
La acción transcurre en Madrid en la época del estreno (1935)

### Acto primero
La acción se traslada a una pequeña plaza de los barrios bajos de Madrid, en ella hay un estudio fotográfico, una verdulería, un taller de costura y un taller de joyería que están ventana con ventana. En el taller de costura trabaja Gracía, una bella oficiala a la que llaman "la presumida", debido a que nunca se compromete con los hombres, con ella trabajan otras chicas como Lola, una modista con aspiraciones artísticas y Pepa, la hija de doña Olga , la dueña de la verdulería, la cual se considera una muchacha partidaria de la vida moderna y contraria al matrimonio. La tienda de fotografía está regentada por Don Basilio, un fotógrafo poco escrupuloso, y su sobrino Cayetano, el cual está enamorado de Pepa. En el taller de joyería está Paco, un oficial enamorado perdidamente de Gracia, pero que al intentar cada dos por tres declararse, se siente cohibido por la actitud de ella hacia los hombres, por lo que trata de pedir ayuda a su amigo Pepe "el Chevalier", un muchacho rumboso, el cual trae de cabeza a más de una chica del barrio. Éste trata de sondear a Gracia, y está le confiesa su amor hacia Pepe, el cual queda desconcertado y al intentar decirle la noticia, no sabe cómo explicarlo a su amigo Paco, confundiéndolo más aún. Cuando sale Gracia del taller y llama a Pepe, Paco estalla en un ataque de indignación y decide romper su amistad con Pepe ante su traición.

### Actos segundo y tercero

#### Cuadro primero
Han pasado varios meses y las cosas han cambiado en la plaza, Pepe y Gracia salen juntos, pero ha formado pareja artística con Lola, una de las chicas del taller, lo que provoca que entre ellas haya enfrentamientos a consecuencia de los celos. 
Mientras tanto, Cayetano está preocupado por la situación de su tío, Don Basilio, el cual no hace sino traer jovencitas al estudio con la promesa de ofrecerles unas joyas a cambio de unas fotos, por lo que descubre que lo que quiere es hacerles fotografías desnudas (en aquella época, se denominaban "artísticas"), que llevan a que en un momento dado aparezca el novio de una de ellas, el Santi, decidido a romperle la cara a Don Basilio. 
Entre Pepe y Gracia, las relaciones se encuentran cada vez más tensas, a causa de los celos de ella, e intenta Paco poner algo de tierra por medio e inentar reconciliarlos.

#### Cuadro segundo
La acción se traslada a unos balcones que dan a un patio, en uno vive Gracia y en otro vive Paco, los cuales se preparan para el simulacro de defensa civil que se hará en el barrio. Heterodino, un locutor de radio, trata de hablar con Gracia pero Paco canta fuertemente para intentar molestar, cuando aparece doña Carmen para intentar hablar con Paco, se produce el mismo incidente. Al final quedan a solas y discretamente se declaran el afecto que se tienen.

#### Cuadro tercero
En la plaza se realizan los preparativos para el simulacro, en algunas de las tiendas se han habilitado los puestos de socorro, las modistillas del taller se preparan como enfermeras y los demás se preparan para ver quienes serán las víctimas y los auxiliadores. 
Doña Olga trata de hablar con Gracia y exponerle que Paco está enamorada de ella y que debería dejar a Pepe, a la vez que habla con su hija y le expone que debería decidirse por Cayetano y olvidar la vida moderna, puesto que Lola está embarazada de Pepe. 
Mientras tanto, Basilio se ha puesto una máscara antigás y finge ser una de las víctimas del simulacro para que no le reconozca Santi, que es el que dirige el grupo, lo que aprovecha Doña Olga para regañarlo y éste le hace ver que se siente atraído por ella. Eugenio, uno de los oficiales del taller, le da un anillo con una foto a Paco, par que se encargue de ponerle unos brillantes, por lo que se lo pone en el dedo para no olvidarse. 
Gracia viene dispuesta a declararse con Paco y descubre el anillo y se siente despechada. Al final Lola habla con Gracia y le comenta la situación, poniendo fin a sus relaciones con pepe y dando sus bendiciones a la pareja. Durante el simulacro, Gracia habla con Pepe, y le demuestra su cariño por Paco, el cual se quita la máscara y se declara, . Al final concluye todo con la felicidad de todas las parejas del barrio y las futuras bodas.

## Números musicales
- Acto primero

- - Introducción y Escena: "no me tomes más de prima"

- - Escena y pasodoble: "Una mujer madrileña"

- - Dúo de Pepe y Gracia: "Cuando manda el corazón"

- - Dúo - Mazurka de Paco y Pepe: "La cosa fue"

- - Final del Acto primero: "Yo no es que riño"

- Actos segundo y tercero

- Cuadro primero

- - Preludio

- - Romanza de Paco: "Madrileña graciosa"

- - Dúo cómico de Cayetano y Pepa - Fox-trot: "La mujer moderna"

- - Terceto - Habanera de Paco, Gracia y Pepe: "me llaman la presumida"

- Cuadro segundo

- - Dúo - Chotis de Paco y Gracia: "Si presumo es porque puedo"

- - Intermedio

- Cuadro Tercero

- - Dúo cómico de Olga y Basilio - Fox-trot de los gases: "un socio le busca"

- - Fin de la Obra.